# Freaks (álbum)
Freaks es el segundo álbum de la banda Pulp. Lanzado en 1987, con un pequeño impacto comercial. Su sonido es mucho más oscuro que su predecesor, It.
"I Want You" es la única canción que es regularmente tocada en vivo (notablemente durante el "Forest Tour" en el verano del 2002 en el Reino Unido).

## Lista de canciones
1. "Fairground" – 5:07
  - Voz: Russell Senior
2. "I Want You" – 4:42
3. "Being Followed Home" – 6:03
4. "Master of the Universe" – 3:22
5. "Life Must Be So Wonderful" – 3:59
6. "There's No Emotion" – 4:28
7. "Anorexic Beauty" – 2:59
  - Voz: Russell Senior
8. "The Never-Ending Story" – 3:01
9. "Don't You Know" – 4:09
10. "They Suffocate at Night" – 6:17

## Músicos
- Jarvis Cocker - Vocalista, guitarra, batería en "Anorexic Beauty"
- Russell Senior - Guitarra, violín, voz en "Fairground" y "Anorexic Beauty"
- Candida Doyle - Teclado, voz de fondo
- Peter Mansell - Bajo
- Magnus Doyle - Batería

## Sencillos
- "They Suffocate at Night" / "Tunnel"
- "Master of the Universe" (versión censurada) / "Manon" / "Silence"

## Censura
La versión "censurada" de "Master of the Universe" que fue lanzada como sencillo, reemplaza la palabra "masturbates" por "vegetates".